# Arquidiócesis de Nyeri
La arquidiócesis de Nyeri (en latín: Archidioecesis Nyeriensis, en inglés: Roman Catholic Archdiocese of Nyeri y en suajili: Jimbo Kuu la Nyeri) es una circunscripción eclesiástica de la Iglesia católica en Kenia. Se trata de una arquidiócesis latina, sede metropolitana de la provincia eclesiástica de Nyeri. Desde el 23 de abril de 2017 su arzobispo es Anthony Muheria.

## Territorio y organización
La arquidiócesis tiene 8450 km² y extiende su jurisdicción sobre los fieles católicos de rito latino residentes en parte de la ex provincia Central.
La sede de la arquidiócesis se encuentra en la ciudad de Nyeri, en donde se halla la Catedral de Nuestra Señora de la Consolata.
En 2019 en la arquidiócesis existían 53 parroquias.
La arquidiócesis tiene como sufragáneas a las diócesis de: Embu, Isiolo, Maralal, Marsabit, Meru, Muranga y Nyahururu.

## Historia
La misión sui iuris de Kenia fue erigida el 14 de septiembre de 1905, obteniendo el territorio del vicariato apostólico del norte de Zanguebar (hoy arquidiócesis de Nairobi).
El 12 de julio de 1909 la misión sui iuris fue elevada a vicariato apostólico con el breve Supremi Apostolatus del papa Pío X.
El 10 de marzo de 1926 cedió una parte de su territorio para la erección de la prefectura apostólica de Meru (hoy diócesis de Meru) mediante el breve Tanquam sublimi del papa Pío XI y al mismo tiempo cambió su nombre por el de vicariato apostólico de Nyeri.
El 25 de marzo de 1953 el vicariato apostólico fue elevado a diócesis con la bula Quemadmodum ad Nos del papa Pío XII. Originalmente era sufragánea de la arquidiócesis de Nairobi.
El 25 de noviembre de 1964 cedió una porción de su territorio para la erección de la diócesis de Marsabit mediante la bula Arcana Isaiae del papa Pablo VI.
El 17 de marzo de 1983 cedió otra porción de su territorio para la erección de la diócesis de Muranga mediante la bula Quandoquidem aeternam del papa Juan Pablo II.
El 21 de mayo de 1990 fue elevada al rango de arquidiócesis metropolitana con la bula Cum in Keniana del papa Juan Pablo II.
El 5 de diciembre de 2002 cedió otra porción de territorio para el establecimiento de la diócesis de Nyahururu.

## Estadísticas
Según el Anuario Pontificio 2020 la arquidiócesis tenía a fines de 2019 un total de 560 000 fieles bautizados.
| Año                                                                             | Población            | Población | Población      | Sacerdotes | Sacerdotes    | Sacerdotes    | Bautizados por sacerdote | Diáconos permanentes | Religiosos | Religiosos | Parroquias |
| Año                                                                             | Bautizados católicos | Total     | % de católicos | Total      | Clero secular | Clero regular | Bautizados por sacerdote | Diáconos permanentes | Varones    | Mujeres    | Parroquias |
| ------------------------------------------------------------------------------- | -------------------- | --------- | -------------- | ---------- | ------------- | ------------- | ------------------------ | -------------------- | ---------- | ---------- | ---------- |
| 1950                                                                            | 40 180               | 750 000   | 5.4            | 52         | 8             | 44            | 772                      |                      | 67         | 142        | 19         |
| 1969                                                                            | 293 000              | 1 497 000 | 19.6           | 89         | 31            | 58            | 3292                     |                      | 96         | 242        | 33         |
| 1980                                                                            | 620 000              | 1 658 000 | 37.4           | 86         | 36            | 50            | 7209                     |                      | 82         | 207        | 40         |
| 1990                                                                            | 514 427              | 1 138 085 | 45.2           | 70         | 56            | 14            | 7348                     |                      | 52         | 149        | 27         |
| 1999                                                                            | 534 786              | 1 179 786 | 45.3           | 100        | 86            | 14            | 5347                     |                      | 57         | 195        | 48         |
| 2000                                                                            | 556 449              | 1 180 964 | 47.1           | 105        | 91            | 14            | 5299                     |                      | 59         | 171        | 54         |
| 2001                                                                            | 658 502              | 1 867 606 | 35.3           | 116        | 102           | 14            | 5676                     |                      | 64         | 170        | 53         |
| 2002                                                                            | 733 950              | 1 924 264 | 38.1           | 110        | 100           | 10            | 6672                     |                      | 56         | 169        | 53         |
| 2003                                                                            | 476 870              | 790 327   | 60.3           | 104        | 100           | 4             | 4585                     |                      | 5          | 177        | 28         |
| 2004                                                                            | 476 870              | 790 327   | 60.3           | 104        | 100           | 4             | 4585                     |                      | 5          | 177        | 28         |
| 2013                                                                            | 106 000              | 211 000   | 50.2           | 123        | 114           | 9             | 861                      |                      | 28         | 155        | 43         |
| 2016                                                                            | 517 003              | 1 511 955 | 34.2           | 145        | 139           | 6             | 3565                     |                      | 79         | 203        | 50         |
| 2019                                                                            | 560 000              | 1 639 000 | 34.2           | 164        | 153           | 11            | 3414                     |                      | 70         | 211        | 53         |
| Fuente: Catholic-Hierarchy, que a su vez toma los datos del Anuario Pontificio. |                      |           |                |            |               |               |                          |                      |            |            |            |

## Episcopologio
- Filippo Perlo, I.M.C. † (15 de julio de 1909-18 de noviembre de 1925 renunció)
- Giuseppe Perrachon, I.M.C. † (4 de enero de 1926-18 de octubre de 1930 renunció)
- Carlo Re, I.M.C. † (14 de diciembre de 1931-noviembre de 1946 renunció)
- Carlo Maria Cavallera, I.M.C. † (19 de junio de 1947-25 de noviembre de 1964 nombrado obispo de Marsabit)
- Caesar Gatimu † (25 de noviembre de 1964-20 de febrero de 1987 falleció)
- Nicodemus Kirima † (12 de marzo de 1988-27 de noviembre de 2007 falleció)
- Peter J. Kairo (19 de abril de 2008-23 de abril de 2017 retirado)[nota 1]
- Anthony Muheria, desde el 23 de abril de 2017